# Queenstown (Tasmania)
Queenstown es una ciudad situada en la isla de Tasmania, Australia y que cuenta con cerca de 5.125 habitantes en 2009, siendo una de las ciudades más pobladas de Tasmania. Queenstown se encuentra en el centro de la isla, al este del valle del Mount Owen, que forma parte de una cordillera poco montañosa, la West Coast Range.
La economía de Queenstown ha estado muy pegada con su historia. Queenstown se convirtió en una de las principales ciudades mineras de Tasmania junto con Burnie, y ha estado mucho tiempo vinculada a la industria minera. Esta zona montañosa fue explorada por primera vez en 1862 y tras haber descubierto oro cerca del Monte Lyell, se creó la formación de la Sociedad Minera de oro del Mount Lyell. Tras haber descubierto el cobre, la asociación cambió el nombre a Monte Lyell Mining Company & Ferrocarril.
En la década de 1900, Queenstown es el centro de la industria minera y tuvo numerosos trabajos de fundición, haciendo muchas fábricas de ladrillos y varios aserraderos en la ciudad. Estos aserraderos acabaron con la ecología de la zona, reduciendo el número de árboles a 5051, mientras que la población crecía hasta 10.451 de habitantes.
Actualmente, la ciudad es conocida en todo el país por ser la sede del Queenstown Heritage and Arts Festival, un festival es un festival que celebra la historia de Queenstown. La localidad acoge a numerosos artistas de la isla para que actúen y representen obras cada mes de octubre. También, Queenstown es sede de la asociación ecologista de Tasmania, que defiende a animales como la Litoria burrowsae. También es un centro de montañismo y de escalada, entre otros deportes relacionados con la montala.
La ciudad está hermanada con su homónima neozelandesa.